# Zemětřesení ve Spartě (464 př. n. l.)
K zemětřesení ve Spartě došlo v roce 464 př. n. l. Zemětřesení zničilo většinu Sparty a mnoho dalších městských států ve starověkém Řecku. Ačkoliv historické zdroje uvádí, že počet obětí mohl být až 20 000, moderní učenci se domnívají, že toto číslo je pravděpodobně přehnané. Zemětřesení dalo spartským heilótům příležitost ke vzpouře proti jejich aristokratickým vládcům. Následné spartské odmítnutí athénské vojenské pomoci prohloubilo vzájemnou nedůvěru, jež se pozvolna změnila v nezastřené nepřátelství. Rivalita mezi oběma státy vyústila v roce 431 př. n. l. v peloponéskou válku.